# شهرستان استیونز (کانزاس)
شهرستان استیونز، کانزاس (به انگلیسی: Stevens County, Kansas) شهرستانی در ایالات متحده آمریکا است که در کانزاس واقع شده‌است.